# U–184
Az U–184 tengeralattjárót a német haditengerészet rendelte a brémai AG Wessertől 1940. augusztus 15-én. A hajót 1942. május 29-én vették hadrendbe. Egyetlen, mindössze 23 naposra sikerült harci küldetése volt, 1942. november 21-én eltűnt.

## Pályafutása
A Günter Dangschat parancsnoksága alatt álló tengeralattjáró 1942. november 9-én hagyta el Bergent, majd Izlandtól délre kihajózott az Atlanti-óceán északi területére. November 17-én három torpedót lőtt ki az ONS-144-es konvoj három hajójára. Az U–184 egy hajó elsüllyesztését, kettő valószínű megsemmisítését jelentette, de a hajókaravánból csak a brit Widestone süllyedt el. Az 1920-ban átadott gőzös, amely 3400 tonna szenet szállított, 42 emberrel szállt hullámsírba. A támadást senki nem élte túl.
A tengeralattjáró az akció után délnyugati irányban folytatta útját. A búvárhajó november 21-én, Új-Fundlandtól keletre teljes legénységével (50 ember) eltűnt.

## Kapitány
| Név               | Kezdőnap        | Zárónap            |
| ----------------- | --------------- | ------------------ |
| Günther Dangschat | 1942. május 29. | 1942. november 21. |

## Őrjárat
| Indulás | Indulónap         | Érkezés | Zárónap            |
| ------- | ----------------- | ------- | ------------------ |
| Bergen  | 1942. november 9. | *       | 1942. november 21. |

* A tengeralattjáró nem érte el úti célját, eltűnt

## Elsüllyesztett hajó
| Dátum              | Hajó neve | Nemzetisége        | Brt  | Konvoj  |
| ------------------ | --------- | ------------------ | ---- | ------- |
| 1942. november 17. | Widestone | Egyesült Királyság | 3192 | ONS–144 |